# 桜田秀美
桜田秀美（さくらだ ひでみ ）は、デザイン会社D&Dスタジオのデザイナー兼代表取締役現社長である。主な作品は比叡山延暦寺のケーブルカー、琵琶湖大津港のびわこ花噴水（噴水の項目参照）など。
デザイン業の傍ら、1999年に地域全体の教育機関が一丸となって通学路の問題を考えることを目的とした『せた文教サミット』を発足させ、ボランティアで世田谷区のデザイナー体験講座を区の中学生に教えている。　尚、多摩美術大学の非常勤講師も行っている。

## 略歴
- 1978       多摩美術大学 プロダクトデザイン学科卒業
- 1978-1981  東京芸術大学大学院修士課程修了 インダストリアルデザイン、環境デザインを専攻
- 1981-1983  多摩美術大学 プロダクトデザイン学科助手
- 1983-1985  東京大学工学部建築学科 研究生
- 1985-1986  ロサンゼルスへ渡米、レイ・イームズ（チャールズ・イームズ夫人）と親交有り、Ted Tanaka Architecht建築設計事務所に勤務
- 1988       株式会社D&Dスタジオ設立と共に代表取締役に就任現在に至る
- 2003-2004  九州芸術工科大学芸術工学部 非常勤講師